# Benjamin Flanders

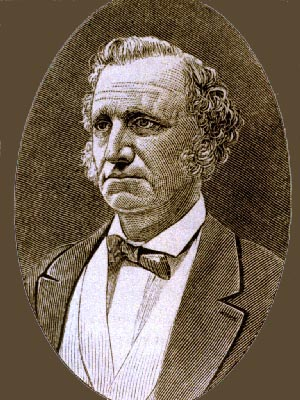
Benjamin Franklin Flanders

Benjamin Franklin Flanders, född 26 januari 1816 i Bristol, New Hampshire, död 13 mars 1896 i Lafayette Parish, Louisiana, var en amerikansk republikansk politiker. Han var guvernör i Louisiana 1867–1868 och borgmästare i New Orleans 1870–1872. Under amerikanska inbördeskriget var han dessutom kongressledamot från februari till mars 1863.

## Bakgrund
Flanders växte upp i New Hampshire, utexaminerades 26 år gammal från Dartmouth College och flyttade 1843 till New Orleans där han arbetade som lärare och journalist. År 1847 gifte han sig med Susan H. Sawyer och paret fick sex barn.

## Amerikanska inbördeskriget
Som motståndare till Louisianas utträde ur USA flydde Flanders 1861 till nordstaterna. Redan följande år ockuperade nordstaternas trupper New Orleans och Flanders kunde återvända. I oktober 1862 blev han och Michael Hahn invalda i USA:s representanthus. Louisiana hade ingen representation i USA:s senat under inbördeskriget men Flanders och Hahn tillträdde sina ämbeten i februari 1863 och var kongressledamöter i femton dagar, vilket var den enda gången som Louisiana hade representation i kongressen under inbördeskriget. De tidigare ledamöterna hade lämnat kongressen i samband med Louisianas utträde ur USA år 1861.
Flanders kom 1864 på tredje plats i guvernörsvalet som gällde den delen av Louisiana som var under nordstaternas kontroll. Hahn vann valet och var guvernör fram till inbördeskrigets slut samtidigt som Henry Watkins Allen var guvernör för den delen av Louisiana som kontrollerades av konfederationens styrkor.

## Rekonstruktionstiden
General Philip Sheridan avsatte 1867 Louisianas guvernör James Madison Wells och utnämnde Flanders till guvernörsämbetet. Året efter efterträddes han som guvernör av Joshua Baker. Flanders efterträdde 1870 John R. Conway som borgmästare i New Orleans och efterträddes 1872 av demokraten Louis A. Wiltz. År 1873 utnämnde president Grant Flanders till ställföreträdande skattmästare (Assistant Treasurer of the United States). Skattmästarens ämbete är i Washington, D.C., medan Flanders innehade ett ämbete som skattmästarens ställföreträdare i New Orleans.

## Senare karriär
Flanders lämnade 1882 ämbetet som ställföreträdande skattmästare. År 1888 kandiderade han utan framgång för delstatens finansminister (Louisiana State Treasurer). 80 år gammal avled han år 1896 i Lafayette Parish och gravsattes på Metairie Cemetery i New Orleans.